# 493
| [ Edytuj tabelę ]          |                                      |
| Cesarz Bizancjum           | - 491 Anastazjusz I 518              |
| Król Franków               | - 481 Chlodwig I 511                 |
| Król Kentu                 | - 488 Oisc 512                       |
| Patriarcha Konstantynopola | - 489 Eufemiusz 495                  |
| Władca Korei               | - 491 Munja 519                      |
| Król Mercji                | - 488 Icel 501                       |
| Król Munsteru              | - 489 Fedlimid 493 - 493 Eochaid 523 |
| Król Ostrogotów            | - 471 Teodoryk Wielki 526            |
| Papież                     | - 492 Gelazjusz I 496                |
| Król Persji                | - 488 Kawad I 531                    |
| Król Wandalów              | - 484 Guntamund 496                  |
| Król Wizygotów             | - 484 Alaryk II 507                  |

Rok 493 / CDXCIII
stulecia: IV wiek ~
V wiek ~
VI wiek

lata: 483 «
488 «
489 «
490 «
491 «
492 «
493
» 494
» 495
» 496
» 497
» 498
» 503

## Wydarzenia
- 25 lutego – po dwuletnim oblężeniu Rawenny wojska Gotów dowodzone przez Teodoryka Wielkiego, zdobyły Rawennę bronioną przez Rzymian pod wodzą Odoakra.
- 27 lutego – dwa dni po kapitulacji oblężonej Rawenny podpisano układ, na mocy którego król Italii (rex italiae) Odoaker miał się podzielić władzą w kraju ze zwycięskim wodzem Ostrogotów Teodorykiem Wielkim.
- 15 marca – w zdobytej Rawennie zwycięski król Ostrogotów Teodoryk zamordował pokonanego Odoakra, i tym samym zakończył podbój Italii.

## Zmarli
- Odoaker, wódz germański, zamordowany